# جامعة تاماسات
جامعة تاماسات (بالإنجليزية: Thammasat University)‏ هي جامعة للأبحاث العامة في تايلاند، ولها فروع في ثفرا تشان بالقرب من القصر الكبير في قلب مدينة بانكوك القديمة (المعروف أيضًا باسم راتاناكوسين)، وفي رانجسيت التي تبعد 42 كم شمال بانكوك، في باتايا، وهي منطقة ساحلية شهيرة في الساحل الشرقي، وفي مقاطعة لامبانج بالقرب من شيانغ ماي.
تخرّج منها أكثر من 300,000 طالباً جامعياً وطالب دراسات عليا، والذين ساهموا بشكل كبير في تطوير وتقدم المجتمع التايلاندي. من خريجي هذه الجامعة أفراد العائلة المالكة ورؤساء الوزراء والشخصيات الحكومية وكبار الشخصيات والفنانين الوطنيين. تضم الجامعة حاليًا أكثر من 30000 طالباً (25000 طالباً جامعياً) مسجلين في 23 كلية وكلية ومعهد. 
تاماسات هي ثاني أقدم معهد للتعليم العالي في تايلاند. تأسست رسميا لتكون الجامعة الوطنية في البلاد، وذلك في 27 يونيو 1934م، وسميت الجامعة في الأصل من قبل مؤسسها بريدي بانوميونغ بجامعة العلوم الأخلاقية والسياسية، مما يعكس الحماس السياسي لتايلاند. لقد بدأت كجامعة مفتوحة، حيث التحق بها 7,094 طالبًا في عامها الأكاديمي الأول وذلك لدراسة القانون والسياسة. في عام 1952م اختصر اسم الجامعة إلى الاسم الحالي من قبل الانقلاب السيامي في فيلد مارشال بلايك فيبونسونغكرم  والذي أصبح أيضًا أول رئيس للجامعة. [Note 1]  لطالما شاركت الجامعة في السياسة التايلندية، حيث أصبح معظم القادة السياسيين التايلانديين من بين خريجيها.
في عام 1960م أنهت الجامعة سياسة الالتحاق المجاني، وأصبحت الأولى في تايلاند التي تتطلب اجتياز امتحانات القبول الوطنية للقبول. تقدم الجامعة اليوم أكثر من 240 برنامجًا أكاديميًا في 23 كلية مختلفة في أربعة حرم جامعية. على مدار 80 عامًا منذ تأسيسها تطورت الجامعة من جامعة مفتوحة للقانون والسياسة إلى جامعة دولية تقدم جميع مستويات الشهادات الأكاديمية في العديد من المجالات والتخصصات. وقد تخرج منها أكثر من 300,000 طلاب بكالوريوس ودراسات العليا. شمل خريجو الجامعة معظم رؤساء وزراء تايلاند، والسياسيين البارزين، والشخصيات الحكومية، وحكام بنك تايلاند، ورجال القانون، فضلاً عن العديد من حكام المدينة. 
يقع الحرم الجامعي الأصلي للجامعة في فرا ناخون، بانكوك. وذلك بالقرب من العديد من الوجهات السياحية، وهو موقع انتفاضة 14 أكتوبر 1973م، ومذبحة 6 أكتوبر 1976م. يقع الحرم الجامعي رانجيست، حيث تتركز معظم البرامج الجامعية، في محافظة باثوم ثاني، في خلونج لونج. يوجد للجامعة حرم جامعي أصغر في لامبانج وباتايا .
جامعة تاماسات هي واحدة من الجامعات الرائدة والمرموقة في تايلاند، ولها مشاركة في الحركة السياسية والاجتماعية في البلد. كما أنها أيضا واحدة من أعلى الجامعات في معدل القبول التنافسي في تايلاند، منافسة بذلك جامعة شولالونغكورن. يختار المتقدمين المصنفين ضمن أعلى 10 درجات وطنية للدراسة فيها، وخاصة في مجالات العلوم الاجتماعية والإنسانية والتي تعتبر الأكثر انتقائية في تايلاند. منحت QS جامعة ثمّاس 4 نجوم.  وهي جائزة للغاية، مما يدل على التميز في كل من البحث والتدريس. توفر المؤسسة بيئة ممتازة للطلاب وأعضاء هيئة التدريس. 

## البرامج الدولية
للتقدم للالتحاق بجامعة تاماسات، يجب على الطلاب الدوليين التقدم مباشرة إلى البرنامج. يجب على طلاب التبادل فقط التقدم عبر مكتب الشؤون الدولية. 

## الكليات
تحتوي هذه المقالة على بعض الكليات أو الكليات في جامعة ثمّاسات

## التصنيف العالمي
| تصنيف الجامعة                        | تصنيف الجامعة                      |
| التصنيفات المحلية (التصنيف الدولي)   | التصنيفات المحلية (التصنيف الدولي) |
| ------------------------------------ | ---------------------------------- |
| التقييم بواسطة                       | المرتبة                            |
| كيو إس (آسيا) (2019)                 | 3 (108)                            |
| كيو إس (العالم) (2019)               | 3 (601-650)                        |
| كيو إس (ترتيب توظيف الخريجين) (2019) | 2 (201-250)                        |

| الترتيب العالمي | الرتبة المحلية | الموضوع الرئيسي               |
| --------------- | -------------- | ----------------------------- |
| 151 - 200       | 1              | الدراسات القانونية والقانونية |
| 151 - 200       | 2              | جغرافية                       |
| 151 - 200       | 2              | سياسة                         |
| 201 - 250       | 2              | علم اللغة                     |
| 251 - 300       | 2              | دراسات الأعمال والإدارة       |
| 251 - 300       | 2              | المحاسبة والتمويل             |
| 343             | 2              | العلوم الاجتماعية والإدارة    |
| 401 - 450       | 2              | الاقتصاد وعلم القياس          |
| 451 - 500       | 3              | الفنون والعلوم الإنسانية      |
| 451 - 500       | 4              | دواء                          |
| 551 - 600       | 3              | علوم الحاسب ونظم المعلومات    |

## روابط خارجية
- جامعة ثمسات
- Thammasat University على مشروع الدليل المفتوح